# Groene krombek
De groene krombek (Sylvietta virens) is een zangvogel uit de familie Macrosphenidae.

## Verspreiding en leefgebied
Deze soort komt voor in westelijk en centraal Afrika en telt vier ondersoorten:
- S. v. flaviventris: van Gambia en Senegal tot zuidwestelijk Nigeria.
- S. v. virens: van zuidoostelijk Nigeria tot noordwestelijk Congo-Kinshasa.
- S. v. baraka: van centraal Congo-Kinshasa tot zuidelijk Soedan tot Oeganda, westelijk Kenia, noordwestelijk Tanzania en noordoostelijk Angola.
- S. v. tando: van zuidelijk Congo-Brazzaville tot noordwestelijk Angola.

## Status
De grootte van de populatie is niet gekwantificeerd maar de soort wordt omschreven als wijdverspreid en algemeen tot vrij algemeen. Op de Rode lijst van de IUCN heeft deze soort de status niet bedreigd.